# 認定特定非営利活動法人制度
認定特定非営利活動法人制度（にんていとくていひえいりかつどうほうじんせいど）は、日本国内で特定のNPO法人の活動を税制優遇で支援するために設けられた制度。認定法人への寄付者には税制優遇をする制度であるおかげで「認証NPO法人(特定非営利活動法人)」である時よりも寄付が集まるようになる。
旧「認定NPO法人」制度は日本国政府の財務省外局である国税庁(長官)が認定を担当していた。しかし、2011年6月15日に成立し、2012年7月1日に施行された「特定非営利活動促進法の一部を改正する法律」(平成23年法律第70号)により、国税庁を認定所轄とした制度は廃止された。2012年4月1日から、認定担当の所轄庁を地方自治体である都道府県又は政令指定都市へと変更された。略称は認定NPO法人（にんていエヌピーオーほうじん)。NPOはNonprofit OrganizationあるいはNot-for profit Organizationの略。金融機関関係のカナ表記略号は通常のNPO法人と同じく、トクヒ。
2012年（平成24年）4月1日の法改正からは、新たに「設立後5年以内のNPO法人」という「スタートアップNPO法人」を支援するために、税制上の優遇措置を「特例認定」として1回受けられる「仮認定特定非営利活動法人制度」が導入された。2017年（平成29年）4月1日から、「仮認定特定非営利活動法人」は、特例認定特定非営利活動法人と改称された(後述)。略称は特例認定NPO法人。

## 概要
認定特定非営利活動法人は、一定の条件を満たす特定非営利活動法人に所轄庁がお墨付きを与えることで、当該特定非営利活動法人に寄付した者の所得税等が減税を受けられるようになった特定非営利活動法人のことである。寄付者が認定NPO法人へ寄付した際に、控除を受けられるようになり、寄附金の大幅な増加が期待できる。認定特定非営利活動法人になる選択条件の一つには、主たる事務所がある都道府県又は市区町村の条例で個人住民税の減税対象NPO法人として指定されることがある。（地方税法第314条の7第1項第4号、特定非営利活動促進法45条第1項第1号ハ）
この制度は、個人や法人から受ける寄附金について課税上有利になる等の恩典が受けられる団体として、国税庁長官が認定するものである。これは、財政基盤の脆弱な特定非営利活動法人に対し、寄付が集まりやすいようにという配慮がなされたものである。
しかし、認定を受けるための条件（PSTテスト）が厳しく、2008年（平成20年）8月20日時点では3万4千を超える特定非営利活動法人全体のうち、93法人が認定を受け、2010年（平成22年）12月1日時点で188法人、2011年（平成23年）3月16日時点で198法人である。

## 認定の基準
内閣府NPOホームページによると：
1. パブリック・サポート・テスト(PST)に適合すること(後述)
2. 事業活動において、共益的な活動の占める割合が、50%未満であること
3. 運営組織及び経理が適切であること
4. 事業活動の内容が適切であること
5. 情報公開を適切に行っていること
6. 事業報告書等を所轄庁に提出していること
7. 法令違反、不正の行為、公益に反する事実がないこと
8. 設立の日から1年を超える期間が経過していること

### パブリック・サポート・テスト(PST)
下記いずれかの基準を選択可で、特例認定NPO法人は免除されている。
- 相対値基準 - 実績判定期間における経常収入金額のうち、寄附金等収入金額の占める割合が5分の1以上であること。
- 絶対値基準 - 実績判定期間内の各事業年度中の寄附金の額の総額が3,000円以上である寄附者の数が、年平均100人以上であること。
- 条例個別指定 - 認定NPO法人としての認定申請書の提出前日までに、事務所のある都道府県又は市区町村の条例により、 個人住民税の寄附金税額控除の対象となる法人として個別に指定を受けていること。

## 寄附金税制・寄付者への控除
- 個人が認定特定非営利活動法人等に対して寄附金を支出した場合には、所得税の確定申告で、寄附金控除（所得控除）の適用を受けるか、又は寄附金特別控除（税額控除）の適用を受けるか、いずれか有利な方を選択することができる。
- 法人が認定特定非営利活動法人等に対して寄附金を支出した場合には、一般の寄附金とは別枠で、法人の資本金等や所得金額に応じた所定の限度額までの損金算入が認められる。

## 認定特定非営利活動法人
- 認定特定非営利活動法人とは、特定非営利活動法第2条第2項に規定する特定非営利活動法人のうち、その運営組織や事業活動が適正かつ公益の増進に資することにつき一定の要件を満たしていることについて国税庁長官の認定を受けている団体をいう。

認定特定非営利法人自身に対する税の優遇措置(みなし寄附金制度)
認定特定非営利活動法人自身が、その収益事業に属する資産のうちからその収益事業「以外」の事業で特定非営利活動に係る事業に該当するもののために支出した金額は、その収益事業に係る寄附金の額とみなされる(みなし寄附金制度)。
この損金算入限度額は、認定特定非営利活動法人であれば、「所得金額の50％」又は「200万円」のいずれか多い額までの範囲となる(国税庁認定を受けた旧認定法人は所得金額の20％まで)。特例認定特定非営利活動法人には「みなし寄付金制度」は適用されない。

## 認定有効期間・更新制度
所轄庁による認定の日から起算して、認定特定非営利活動法人は5年、特例認定特定非営利活動法人は3年とやっている。更新は、有効期間の満了の日の6ヶ月前から3ヶ月前までの間に申請し、更新前の有効期間満了の日の翌日から起算した5年間が有効期間である。

## 特例認定特定非営利活動法人(旧:仮認定特定非営利活動法人制度)
「設立後5年以内のNPO法人」を対象とし、特例認定特定非営利活動法人としての特例認定を希望している特定非営利活動法人(NPO法人)は、所轄庁の条例で定める内容に従い、次の書類を添付した申請書を所轄庁に提出する必要がある。
1. 特例認定の基準に適合する旨を説明する書類及び欠格事由に該当しない旨を説明する書類
2. 寄附金を充当する予定の具体的な事業の内容を記載した書類

特例認定特定非営利活動法人制度では、説率5年以内の特定非営利活動法人へのスタートアップ支援として、PSTに関する基準が免除されているが、税制上の優遇措置が認められる「特例認定」を1回に限り受けることができる。2012年（平成24年）4月1日から「特例認定特定非営利活動法人(特例認定NPO法人)」へと改称された。

## 所轄庁認定・特例認定NPO法人一覧
2024年01月03日時点で全国1,276件(認定NPO法人 1,241件／特例認定NPO法人35件)

## 欠格事項
下記の欠格事由の項目に該当のあるNPO法人は認定・特例認定を受けられない。
- 役員のうちに、次のいずれかに該当する者がある法人
  - 認定又は特例認定を取り消された法人において、その取消しの原因となった事実があった日以前1年以内に当該法人のその業務を行う理事であった者でその取消しの日から5年を経過しない者
  - 禁固以上の刑に処せられ、その執行を終わった日又はその執行を受けることがなくなった日から5年を経過しない者
  - 特定非営利活動促進法(NPO法)、暴力団員不当行為防止法に違反したことにより、もしくは刑法204条等若しくは暴力行為等処罰法の罪を犯したことにより、又は国税若しくは地方税に関する法律に違反したことにより、罰金刑に処せられ、その執行を終わった日又はその執行を受けることがなくなった日から5年を経過しない者
  - 暴力団又はその構成員等
- 認定又は特例認定を取り消され、その取消しの日から5年を経過しない法人
- 定款又は事業計画書の内容が法令等に違反している法人国税又は地方税の滞納処分の執行がされている又は滞納処分の終了の日から3年を経過しない法人
- 国税又は地方税に係る重加算税等を課せられた日から3年を経過しない法人
- 暴力団、又は、暴力団若しくは暴力団構成員等の統制下にある法人

## 不正・ガバナンスや杜撰会計管理問題
寄付者に対する税制優遇制度のおかげで「認証NPO法人」である時よりも多額の寄付が集まるが、補助金不正・ガバナンス不足・杜撰な会計管理が問題になっている。
2003年に「神奈川子ども未来ファンド」は「子どもや若者・子育てに関わる人を支える仕組みを作る」ことを目的として設立され、認定制度導入後は子育関連団体に資金助成などを行う認定NPO法人となった。しかし、2015年6月の山﨑美貴子理事長によると、男性事務局員が2013年から約1年3ヶ月間に法人口座から現金計約720万円を横領していた。所轄庁である横浜市は、同NPO法人の杜撰な会計管理が問題であると指摘し、体制改善勧告をした。
海外で難民支援目的とした、認定NPO法人JEN（木山啓子代表理事）による助成金の不正使用が2018年に判明した。更に同法人では、「出納簿に記録されていない現金」の存在も確認された。そのため、同団体はガバナンス不足も批判された。
「しんぐるまざあず・ふぉーらむ」は、1980年当初はシングルマザー支援の任意団体として発足し、2012年導入の認定NPO法人制度以降からは、単身世帯への支援目的とした認定NPO法人となっていた。そして、単身世帯への「食料支援や就労サポート」などを国の機関または地方公共団体など行政からも事業を複数受託していた。しかし、2023年11月の赤石千衣子理事長の記者会見にて、2019年度から2022年5月まで、1人で会計担当させていた女性職員による4年間で計802万7603円の使途不明金があったと発表した。同法人は、2023年5月に「22年度会計の決算」過程で法人の現金不足を認知し、法人への寄付金が帳簿計上されていない一方で、法人口座からの引き出し、帳簿上入金したとされている「現金」を確認した。2023年10月月末に当該の女性職員を懲戒解雇し、業務上横領罪で刑事告訴する手続き中であるとした。